# Paratrichius malaisei
Paratrichius malaisei är en skalbaggsart som beskrevs av Gilbert John Arrow 1938. Paratrichius malaisei ingår i släktet Paratrichius och familjen Cetoniidae. Inga underarter finns listade i Catalogue of Life.